# Rwanda van A tot Z

Locatie van Rwanda

## A
Alphonsine Agahozo - 
Amahoro Stadion - 
APR FC - 
Joseph Areruya

## B
Beker van Rwanda - 
Emile Bintunimana - 
Pasteur Bizimungu - 
Joseph Biziyaremye - 
Bukavu - 
Butare - 
Byumba (district) - 
Byumba

## C
Congolese Burgeroorlog - 
Cyangugu

## D
Roméo Dallaire - 
Districten van Rwanda -
Duits-Oost-Afrika

## E
Fritz Emeran - 
Est (Rwanda)

## F
FDLR

## G
Gikongoro - 
Jeanne d'Arc Girubuntu - 
Gisenyi - 
Gitarama - 
Goma

## H
Juvénal Habyarimana - 
Janvier Hadi - 
Gasore Hategeka - 
Hema (volk)- 
Hôtel des Mille Collines - 
Hotel Rwanda - 
Hutu

## I
Immaculée Ilibagiza - 
Imigongo -
Victoire Ingabire - 
Interahamwe

## K
Felicien Kabuga - 
Paul Kagame - 
Kagera - 
Claude Kalisa - 
Jean Kambanda -
Kamp Boiro - 
Richard Kandt - 
Grégoire Kayibanda - 
Kibungo - 
Kibuye - 
Kigali (provincie) - 
Kigali (stad) - 
Kigeli V - 
Kinyarwanda - 
Kivumeer

## L
Luchthaven Butare - 
Luchthaven Gisenyi - 
Luchthaven Kamembe Internationaal - 
Luchthaven Kigali Internationaal - 
Luchthaven Nemba - 
Luchthaven Ruhengeri

## M
Patrick Mafisango - 
Bernard Makuza - 
Désiré Mbonabucya - 
Dominique Mbonyumutwa - 
Kizito Mihigo - 
Mount Karisimbi - 
Mount Kigali - 
MRND - 
Jimmy Mulisa - 
Désiré Munyaneza - 
Henri Munyaneza - 
Gaspard Musabyimana - 
Mutara III

## N
Valens Ndayisenga - 
Salomon Nirisarike - 
Adrien Niyonshuti - 
Nord (Rwanda) - 
Jean Bosco Nsengimana - 
Yvonne Ntacyobatabara Basebya - 
Elizaphan Ntakirutimana - 
Nyamata - 
Nyamirambostadion - 
Nyanza

## O
Ouest (Rwanda) - 
Edwin Ouon

## P
Parmehutu - 
Premier League

## R
Radio Télévision Libre des Mille Collines - 
Rayon Sports - 
Ronde van Rwanda - 
Ruanda-Urundi - 
Rukarara - 
Paul Rusesabagina - 
Ruhengeri - 
Rusizi - 
Rwamagana (district) - 
Rwamagana (stad) - 
Rwanda -
Rwanda op de Olympische Spelen - 
Rwandatribunaal - 
Rwandees Patriottisch Front - 
Rwandees voetbalelftal - 
Rwandese frank -
Rwandese Genocide

## S
Jean Bosco Safari - 
Shooting Dogs - 
Théodore Sindikubwabo - 
Sud (Rwanda)

## T
Mohamed Tchité - 
Guy Theunis - 
Tutsi - 
Twa - 
Faustin Twagiramungu

## U
UNAMIR - 
UNOMUR - 
Agathe Uwilingiyimana - 
Bonaventure Uwizeyimana